# Charles Churchill
Charles Churchill (Westminster, Febrer de 1731 - Boulogne, 4 de novembre de 1764) fou un poeta anglès satíric, membre del Nonsense Club.